# Rainald von Dassel
Rainald von Dassel ou Reinold de Dassel, ou encore Renaud de Dassel, né entre 1114 et 1120, mort le 14 août 1167 à Rome, a été archevêque de Cologne et archichancelier d'Italie de 1159 à sa mort. Un proche conseiller de l'empereur Frédéric Barberousse, il exerce une influence notable sur la politique du Saint-Empire romain. C'est sous son égide que les restes des Rois mages auraient été transportés en 1164 de Milan à Cologne.

## Biographie
Rainald était le fils cadet du comte saxon Reinold Ier de Dassel et de son épouse Mathilde de Schauenbourg. Son père, initialement un vassal des comtes de Northeim, a poursuivi son ascension pour accéder finalement au poste de seigneur du comté de Dassel au début du XIIe siècle. Un oncle de Rainald, Jean, était chancelier du roi Conrad III de Hohenstaufen.

### Carrière ecclésiastique
Il fit son éducation à l'école de cathédrale et au lycée épiscopal de Hildesheim ; il a ensuite étudié à Paris auprès d'Adam du Petit-Pont. Rainald devient sous-diacre et cellérier de la cathédrale Sainte-Marie de Hildesheim vers 1146. Il s'est rendue à Rome avec l'abbé Wibald de Stavelot, l'un des plus influents ecclésiastiques de son temps. En mars 1148, en tant que prévôt du chapitre, il supplée l'évêque de Hildesheim, Bernard Ier (de), au concile de Reims convoqué par le pape Eugène III. Sa première sortie officielle n'a pas manqué d'attirer l'attention de l'assemblée, évoquée explicitement par l'historien contemporain Jean de Salisbury.
Rainald devint le prévôt du chapitre de la cathédrale Saint-Paul de Münster en 1154, de la basilique Saint-Servais à Maastricht en 1156 et de la collégiale Saint-Victor de Xanten en 1159. Lors de l'élection épiscopale au diocèse de Hildesheim en 1153, il a renoncé à poser sa candidature.

### Chancelier de l'empereur
En mai 1156, l'empereur Frédéric Barberousse a nommé Rainald à la chancellerie de l'Empire. Il fit partie du cercle restreint des plus proches conseillers du souverain. Rainald détermine essentiellement la politique impériale ; c'est en 1157 que le nom Sacrum Imperium est écrit pour la première fois visant à renforcer la position de l'empereur face à la papauté.
À la diète de Besançon, en octobre 1157, il est entré en conflit avec le cardinal Rolando Bandinelli (le futur pape Alexandre III) lorsqu'une « erreur » de traduction du chancelier provoque la colère des princes : le pape Adrien IV doit expliquer qu'il ne considèrerait pas l'Empire comme un « fief » (beneficium) mais avait voulu parler d'un « bienfait ». Rainald a donc préparé, de concert avec le comte palatin Othon de Wittelsbach, l'expédition italienne de 1158 ; il réussit à conclure de bonnes alliances avec les villes et les nobles de l'Italie du Nord.

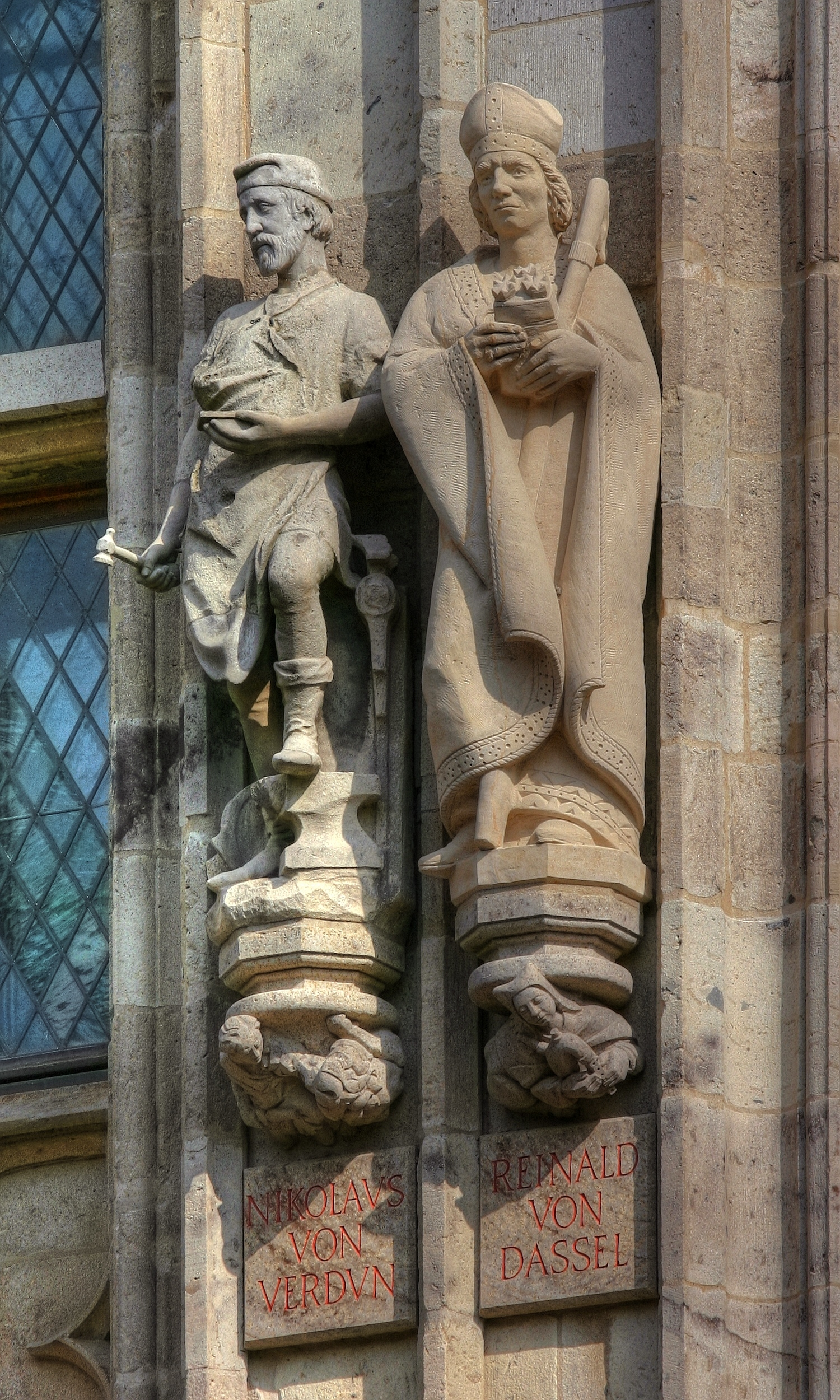
Beffroi de Cologne : statues de Nicolas de Verdun et de Reinald von Dassel.

À la mort de l'archevêque Frédéric II de Cologne, le 15 décembre 1158, l'empereur a soutenu l'élection de Rainald à sa succession. Il reçoit l'archevêché de Cologne en juin 1159, alors qu'il était en séjour dans un camp militaire proche de Milan. Frédéric Barberousse lui a conféré les régales et l'a nommé archichancelier d'Italie. Durant son épiscopat passé principalement au service de l'empereur, Rainald ne séjourna toutefois que relativement peu à Cologne.

### Politique impériale
Le pape Adrien IV meurt le 1er septembre 1159. À l'élection du nouveau pape, le 7 septembre, le cardinal Ottaviano Crescenzi Ottavian était le candidat de l'empereur, cependant les opposants à Frédéric Barberousse étaient les plus nombreux et ils préférèrent Orlando Bandinelli qui prit le nom d'Alexandre III. Les schisme est apparu lorsque Ottaviano se fit acclamer en tant que pape sous le nom de Victor IV. Le 4 octobre il fut intronisé sous la protection de l'armée impériale tandis qu'Alexandre était forcé de s'enfuir en France. Cependant Barberousse était le seul à reconnaître Victor ; en février 1160, il appela un concile à Pavie officiellement pour trancher la question de cette double élection. Son archichancelier Rainald prend la présidence, il voulait faire reconnaître Victor IV comme seul pape légitime, mais les souverains chrétiens (principalement Henri II d'Angleterre et Louis VII de France) reconnaissaient pour leur part Alexandre III, après un autre concile tenu dans la collégiale Saint-Pierre de Neuf-Marché. L'empereur continua à essayer d'imposer la reconnaissance de Victor comme pape, mais sans résultat.
L'archichancelier était en faveur d'une politique dure envers l'Italie du Nord. La ville de Milan fut conquise et dévastée par les forces impériales en 1162 ; cela valut à Rainald  l'anathème du pape Alexandre. L'antipape Victor mourut à Lucques le 20 avril 1164 et Rainald von Dassel a contribué à ce que Pascal III fut élu pour le remplacer. Lors d'un voyage vers l'Angleterre, en 1165, il a été possible d'améliorer les relations existantes : Mathilde Plantagenêt, la première fille du roi Henri II, était fiancée au cousin de l'empereur, Henri le Lion. À la diète de Wurtzbourg, Rainald en se référant au soutien anglais a reússi à mettre les
princes du côté de l'antipape Pascal.

### Épiscopat

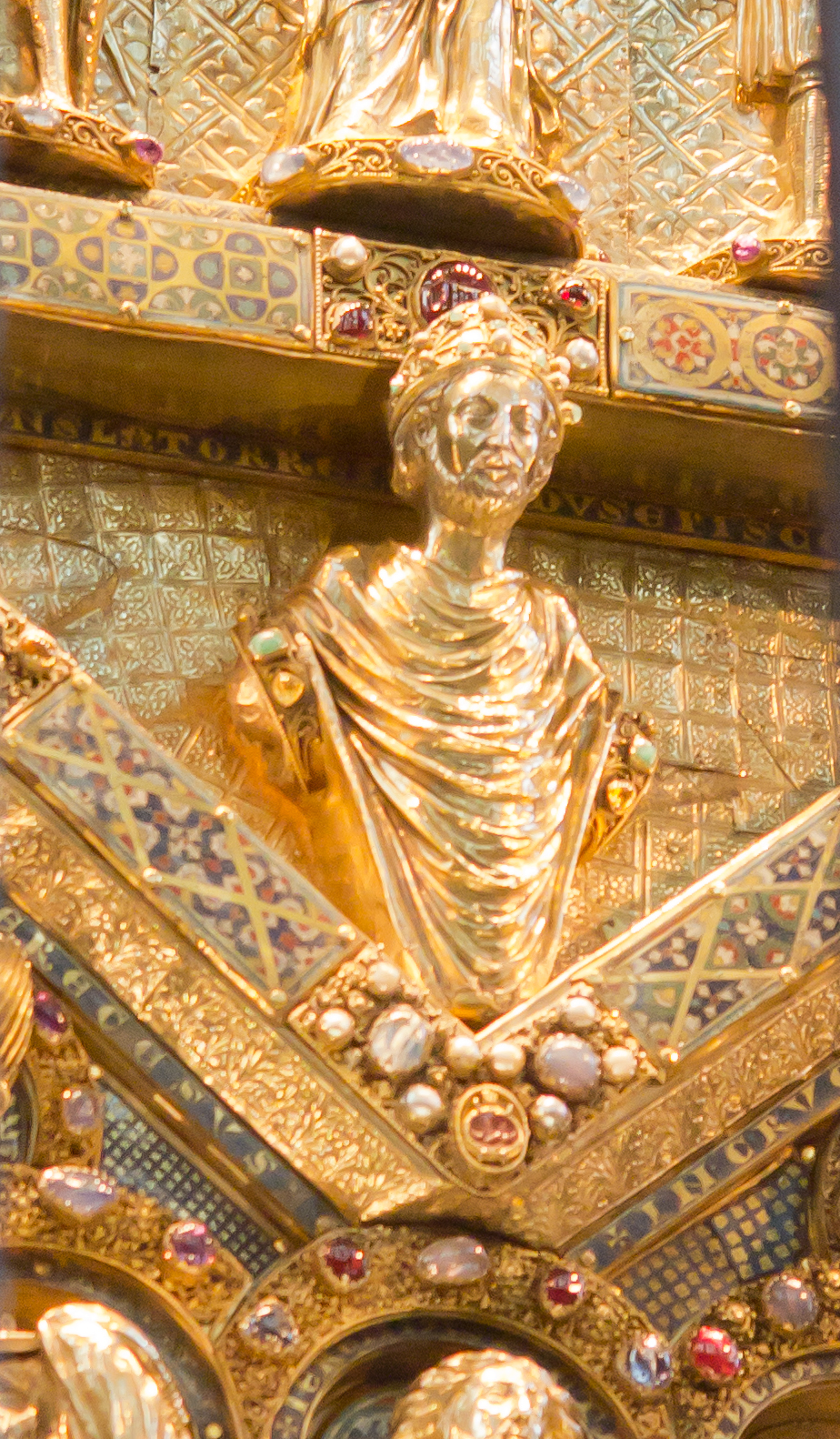
Effigie de l'évêque Rainald sur la châsse des rois mages à la cathédrale de Cologne.

Dans son archidiocèse, Rainald a été ordonné archevêque le 2 octobre 1165. Dans le cadre des conflits entre la papauté et l'empire, Frédéric Barberousse et l'antipape Pascal procèdent à la canonisation de Charlemagne. La cérémonie religieuse d'élévation des ossements de Charlemagne par Rainald von Dassel et l'évêque Alexandre II de Liège a lieu le 29 décembre 1165, en présence d'une nombreuse assistance.
Après la défaite et la démolition de Milan en 1162, Rainald emporta les ossements des trois Rois mages comme reliques à Cologne, où ils sont depuis proposés à la vénération des fidèles dans un reliquaire en or dite la châsse des rois mages, exposée dans le chœur de la cathédrale. En outre, il fit transférer les reliques de Gervais et Protais à la collégiale Saint-Étienne de Brisach.

### Les dernières années
En octobre 1166, il retourna à l'Italie. Pendant le siège d'Ancône, dirigé par Frédéric Barberousse, l’archevêque Christian de Mayence et Rainald, à la tête d'un millier de chevaliers, durent faire face à quinze mille à vingt mille Romains. Au cours de cette bataille de Prataporci, le 29 mai 1167, ils se défendirent si vaillamment qu'ils en tuèrent ou blessèrent douze mille et mirent le reste en fuite. Juste après l'arrivée de l'empereur, ils ont conquis la Cité léonine de Rome. En remerciement, Frédéric offrit à Rainald le domaine impérial d'Andernach.
Le 14 août, Rainald meurt probablement du paludisme (fièvre des marais), ou de dysenterie,. Ses dépouilles mortelles furent transférées à Cologne en mos Teutonicus et inhumées dans la cathédrale. Un nouveau tombeau inspiré de pièces anciennes a été créé en 1905.